# پل جونز (خواننده)
پل جونز (انگلیسی: Paul Jones؛ زادهٔ ۲۴ فوریهٔ ۱۹۴۲) خواننده، نوازنده ساز دهنی و هنرپیشه اهل انگلستان است.
از فیلم‌ها یا برنامه‌های تلویزیونی که وی در آن نقش داشته‌است می‌توان به کمیته اشاره کرد.